# Blake Crouch

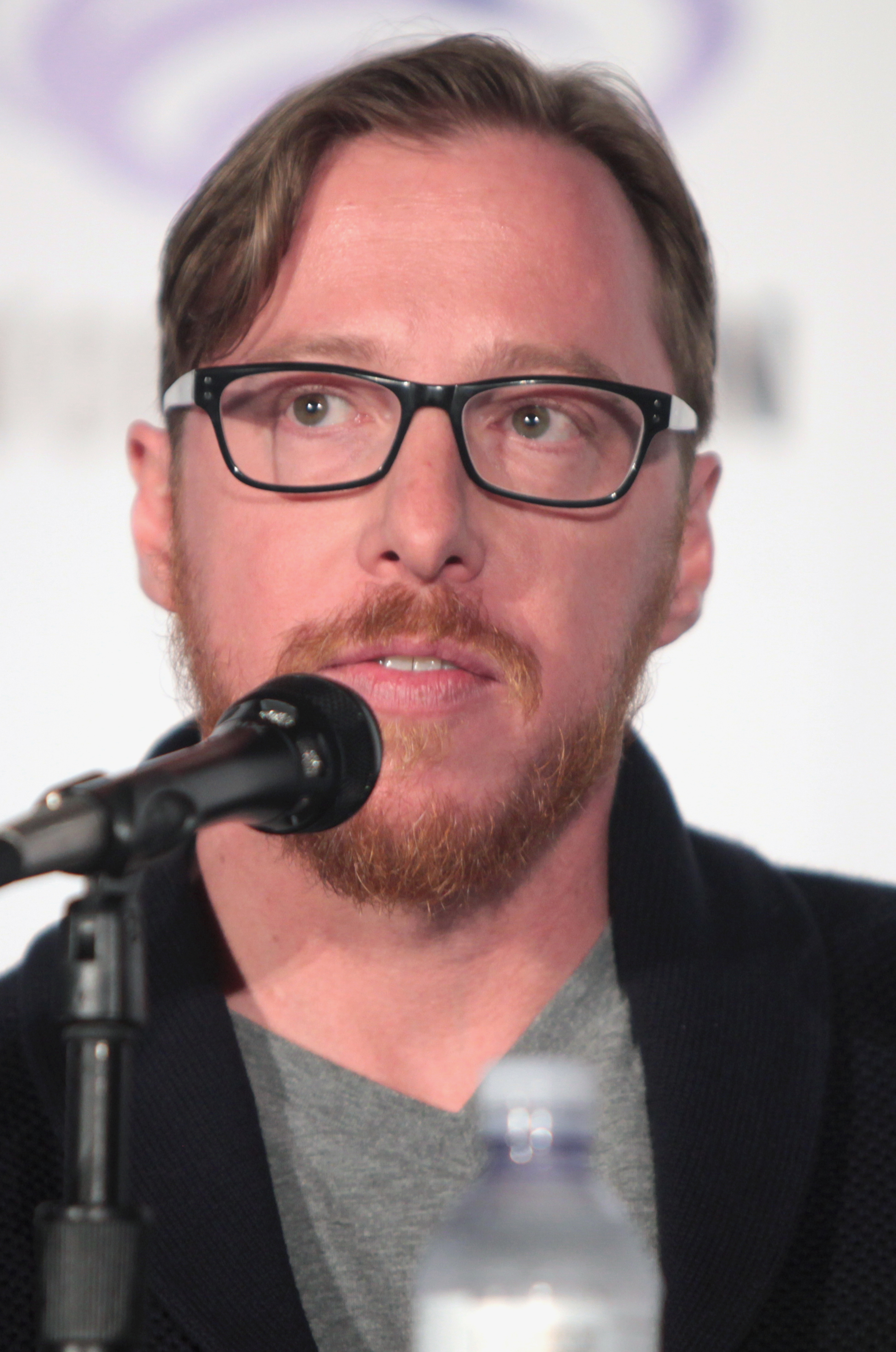
Blake Crouch (2016)

Blake Crouch (* 15. Oktober 1978 in Statesville, North Carolina) ist ein US-amerikanischer Schriftsteller. In seinen Werken werden häufig Elemente von Science Fiction und Fantasy kombiniert. Seine Wayward-Pines-Trilogie wurde als TV-Serie verfilmt. Die Serie Good Behavior beruht lose auf drei Krimi-Erzählungen von ihm.
Crouch studierte an der University of North Carolina at Chapel Hill Englisch und Kreatives Schreiben. Er lebt mit seiner Familie in Durango (Colorado).

## Werke (Auswahl)
- Upgrade. Ballantine Books, New York 2022, ISBN 978-0-593-15753-4.
  - Upgrade. Übersetzt von Urban Hofstetter, Wilhelm Heyne Verlag, München 2023, ISBN 978-3-453-32268-4.
- Recursion. Crown, New York 2019, ISBN 978-1-5247-5978-0.
  - Gestohlene Erinnerung. Übersetzt von Rainer Schmidt, Goldmann, München 2021, ISBN 978-3-442-49231-2.
- Dark matter. Crown, New York 2016, ISBN 978-1-101-90422-0.
  - Dark matter. Der Zeitenläufer. Übersetzt von Klaus Berr, Goldmann, München 2017, ISBN 978-3-442-20512-7.
- Locked doors. Thomas Dunne Books, New York 2005, ISBN 0-312-31799-9.
  - Blutzeichen. Übersetzt von Franziska Weyer, Ullstein, Berlin 2005, ISBN 	978-3-548-26254-3.
- Desert places. A novel of terror. St. Martin’s Minotaur, New York 2004, ISBN 0-312-28644-9.
  - Bruderherz. Übersetzt von Franziska Weyer, Ullstein, Berlin 2004, ISBN 	978-3-548-25865-2.

### Wayward-Pines-Trilogie
- Pines.  Thomas & Mercer, Las Vegas 2012, ISBN 978-1-61218-395-4.
  - Psychose. Übersetzt von Kerstin Fricke, AmazonCrossing, Luxembourg 2013, ISBN 978-1-4778-0731-6.
- Wayward. Thomas & Mercer, Las Vegas 2013, ISBN 978-1-4778-0870-2.
  - Wayward. Übersetzt von Kerstin Fricke, AmazonCrossing, Luxembourg 2014, ISBN 978-1-4778-2540-2.
- The Last Town. Thomas & Mercer, Seattle 2014, ISBN 978-1-4778-2258-6.
  - Die letzte Stadt. Übersetzt von Kerstin Fricke, AmazonCrossing, Luxembourg 2014, ISBN 978-1-4778-2181-7.